# Shpend Sollaku Noé
Shpend Sollaku Noé (Lushnje, Albania, 3 de abril de 1957) es un escritor, poeta, periodista, traductor y político albanés.

## Biografía
Nacido en Lushnje, Albania, el 3 de abril de 1957 en una familia de Berat, vive en Italia como refugiado político desde 1992 y en Bolzano desde 1996. Ha colaborado y colabora con periódicos albaneses, austriacos, italianos, indios y suecos, así como con revistas alemanas y estadounidenses. Sus obras han sido traducidas a 42 idiomas. Escribe en italiano y albanés.
Siempre ha luchado por la protección de los derechos humanos y, habiendo vivido en primera persona los horrores de la dictadura, lucha específicamente por los derechos de los emigrantes y exiliados políticos.
«Shpend Sollaku Noé escribe poesía y prosa civil, que también utiliza referencias históricas y mitológicas , pero para volver siempre a la contemporaneidad y a los problemas actuales de un mundo poblado por tiranos , verdugos , bancos omnipotentes. En el centro de su obra está siempre la relación entre poder y el individuo, entre el poder y lo intelectual».

## Obra
- Los potros azules
- El reino de lo prohibido
- Aplaudir a Calígula
- Colombia balcánica
- El Siglo corto de los Balcanes
- Galilea
- Abysses-Abismos
- Barcodes-Códigos de Barras
- Barcodes-Codici a barre
- Piramidi in frantumi
- Es hora de andar Sócrates
- Se réveiller au fond du précipice
- Atdheu i tjetrit]]
- El límite de la niebla
- Il pero fiorì a dicembre